# Tennessee (banda)
Tennessee es un grupo de música español de doo wop.

## Historia del grupo

### Orígenes: Elvis Boys
Tennessee surge en 1978 bajo el nombre Elvis Boys. El grupo, compuesto en aquel momento por Manuel Caeiro, Roberto Gil y Gregorio García, tenía una media de edad de 13 años. Por ello no es de extrañar que sus primeros conciertos tuvieran lugar en colegios e institutos para un público mayormente infantil y adolescente. Amancio Jiménez se incorpora en 1979 y es ahí cuando deciden tomarse su carrera más en serio y empiezan a estudiar música con dedicación casi completa.

### Años 80: cambio de nombre y primeros discos
En 1980, algo más mayores, los miembros del grupo deciden dejar atrás el nombre de Elvis Boys. Su pasión por Elvis les llevó a plantear varios nombres relacionados con su ídolo, eligiendo finalmente el estado donde éste había vivido, Tennessee.
El cambio de nombre también vino acompañado de un cambio de escenarios, pues tras ser invitados por el periodista radiofónico José Luis Álvarez a actuar en una discoteca madrileña en enero de 1980, sus actuaciones irían alejándose progresivamente de los espacios colegiales. El número de componentes también varió, pues en 1980 entraría Manuel y en 1982 Isidro Arenas y Antonio. Sin embargo, diversos problemas llevaron a la salida definitiva de Manuel Caeiro y Juan Antonio Moreno en 1983.
Fijado el grupo en cuatro miembros, la banda se lanza a su primera gira en 1984 cosechando buenos resultados, lo que lleva a los miembros de Tennessee a plantearse la grabación de un primer disco. Tras negociar con Dial Discos, lanzaron su primer trabajo, Tennessee (1985), al que posteriormente seguirían Hoy estoy pensando en ti (1986), Esto es Du-Dua Ding Dong (1987) y Tonto por ti (1988). Aunque sus dos primeros discos serían en gran parte versiones en castellano de éxitos en lengua inglesa (por ejemplo, A Marilyn era una versión de Put The Blame On Me), las versiones fueron dejando paso a letras y composiciones propias a partir de su tercer álbum.
A pesar de los pocos medios y las complicaciones que tuvieron que afrontar en un primer momento (compaginar sus carreras musicales con el servicio militar obligatorio, por ejemplo), el grupo fue ganándose el favor del público, cimentando su éxito con cada nuevo disco.

### Cambio de discográfica: EMI (1989-1992)
A finales de los años 80, el éxito de Tennessee estaba claro; a fin de cuentas pocas bandas podían vanagloriarse de haber sacado cuatro álbumes en años consecutivos. No obstante, los roces entre grupo y discográfica no hacían más que multiplicarse. Al principio las quejas tenían que ver con la escasa promoción que recibían, pero cuando Dial Discos comenzó a tener problemas con los pagos, los miembros de la banda decidieron cortar por lo sano y gracias a su nuevo representante Ely Forcada pasarse a un sello mucho más importante, la multinacional EMI.
Con EMI, el grupo recibió una promoción mucho mejor, grabando en esos cuatro años Una noche en Malibú (1989), Llueve en mi corazón (1991) y Sueños (1992), vendiendo casi dos millones de discos. Sin embargo, la discográfica no quería dejar pasar el éxito de sus nuevos artistas, sometiendo al grupo a un tremendo esfuerzo, con más de un centenar de actuaciones al año, lo que finalmente acabó pasando factura a los miembros de la banda. El agotamiento de sus miembros y diversas discrepancias llevaron al grupo a abandonar la discográfica en el punto álgido de su carrera.

### Años 90 y ruptura
A partir de la marcha de EMI, los discos serían producidos por una compañía creada por su representante Ely Forcada, Élite Producciones, con los propios integrantes del grupo como socios. Es en esta nueva etapa cuando se graban Tennessee canta a la Navidad (1993) y Ya está bien (1994). Sin embargo, tras este álbum, Isidro se marcharía tras más de una década a bordo.
La ausencia de Isidro coincidió con el declive de ventas del grupo, que ya no contaba con las facilidades de distribución y promoción que había disfrutado con EMI. Eso haría que Colección privada (1996), a pesar de ser uno de sus discos con mejor sonido, no alcanzara los resultados esperados.
El siguiente golpe vendría por la marcha de Gregorio García. En 1998 quedaban solamente Amancio y Roberto, que a pesar de estar inmersos en la versión española del musical Grease encontraron tiempo para lanzar El efecto de la luna (1998). Sin embargo, el éxito de Grease les mantiene fuera de los estudios de grabación durante los siguientes años.

### El regreso (2004-presente)
Tras seis años de ausencia en las tiendas de discos, el grupo se vuelve a reunir en 2004, con el regreso de Amancio, Roberto e Isidro, si bien Gregorio declinaría participar por motivos personales y profesionales. Gregorio se dedica a la música en solitario habiendo editado ya su primer trabajo Ahora es mi momento. El resultado de dicho reencuentro sería El Regreso, que grabarían con Filmax, y que incluiría ocho temas regrabados, varios éxitos remasterizados y algunas versiones en inglés, además de dos conciertos en DVD.
La aceptación de ese nuevo trabajo les llevó a preparar un segundo álbum, aunque esta vez se lo tomaron con calma debido al éxito del musical Grease, pasando cinco años hasta su aparición.
En el camino, crearon un nuevo sello discográfico, Caravana Producciones, que editaría Swing and Roll (2009), Navidades a capela (2009) y por último Lucky Lips (diciembre de 2013), disco de versiones que cuenta con 12 canciones con banda y 4 a capela y que tuvo mucha aceptación entre los seguidores del grupo, éxito que estuvo acompañado con una gran gira de conciertos en directo durante 2014.

## Estilo
Tennessee es un grupo muy versátil, el rock and roll es su estilo en el amplio sentido de la palabra, son capaces de cantar a capela, hacen blues, swing, rock, doo wop interpretando canciones propias así como algunas versiones casi siempre adaptadas al castellano de clásicos del rock.

## Discografía oficial delsigloXX
- Tennessee (1985) - Primer álbum del grupo (en realidad las grabaciones eran más bien maquetas. Formatos: vinilo, casete y, posteriormente, en CD). Reeditado en CD (con temas extra) en 2018.
- Bajo La Lluvia Gris / Un Quinceañero Enamorado (la cara B no incluida en el primer álbum). Sencillo (1985).
- Hoy estoy pensando en ti (1986) - Segundo álbum (vinilo, casete y, posteriormente, en CD). Reeditado en CD en 2004 (Serie Oro), y en 2018.
- Hoy Estoy Pensando En Ti / Prueba Con Mi Amor (canciones extraídas del álbum Hoy Estoy Pensando En Ti, 1986). Sencillo (1986).
- La Puerta Verde / Vamos A Bailar (canciones extraídas del álbum Hoy Estoy Pensando En Ti, 1986). Sencillo (1986).
- Ten Cuidado Con Mi Chica / Voy A Despertar (canciones extraídas del álbum Hoy Estoy Pensando En Ti, 1986). Sencillo (1986).
- Y El Pop Llegó A Valencia – Homenaje A Enrique Ginés (1986) - Álbum de varios artistas (incluye Cuña de Tennessee (basada en La Puerta Verde).
- Esto es Du-Duá (Ding Dong) (1987) - Tercer álbum (vinilo, casete y, posteriormente, en CD). Reeditado en CD en 2017.
- Mil Palabras De Amor / Voy A Por Él (canciones extraídas del álbum Esto Es Du-Duá (Ding Dong), 1987). Sencillo promocional (1987).
- Potpurrí Con Sabor A 50 / En Esa Ciudad (canciones extraídas del álbum Esto Es Du-Duá (Ding Dong), 1987). Sencillo promocional (1987).
- Tonto por ti (1988) - Cuarto álbum (vinilo, casete y, posteriormente, en CD). Reeditado en CD en 2004 (Serie Oro), y en 2018 (con tema extra).
- Tu Mal Humor / Quiero Que Vengas A Mí (canciones extraídas del álbum Tonto Por Ti, 1988). Sencillo (1988).
- Tonto Por ti / Laura (canciones extraídas del álbum Tonto Por Ti, 1988). Sencillo (1988).
- Rama Lama / No Encuentro Palabras (canciones extraídas del álbum Tonto Por Ti, 1988). Sencillo (1988).
- Grandes Éxitos de Tennessee (1988) - Casete de recopilación que contiene canciones previamente publicadas en discos anteriores. Posteriores recopilaciones llevan el mismo título.
- Éxitos de Oro (1989) - También publicado con el título Canciones de Oro, una recopilación que incluye una nueva mezcla de No Encuentro Palabras (versión con cuerda, también publicada en sencillo de regalo que se vendía junto al álbum).
- Canciones de Oro (1989) - Recopilación (mismas canciones que en Éxitos de Oro).
- Lo Mejor de Tennessee (Casete, 1989) - Recopilación que contiene 10 canciones previamente publicadas en discos anteriores.
- Una Noche en Malibú (1989) - Quinto álbum (vinilo, casete y CD). Reeditado en CD (con temas extra) en 2018.
- Una Noche en Malibú (1990) - Maxisencillo que incluye Una noche en Malibú (versión extendida), Dale ritmo a tu corazón (a capela) y Una noche en Malibú.
- Te vi correr / Tu historia de amor - Dos ediciones con portadas diferentes. Canciones extraídas del álbum Una noche en Malibú, 1989. Sencillo (1989).
- Siempre Lucharé Por tu Amor / Un Tonto Enamorado (canciones extraídas del álbum Una noche en Malibú, 1989). Sencillo promocional (1989).
- Una noche en Malibú / Tu chica ideal (canciones extraídas del álbum Una noche en Malibú, 1989). Sencillo promocional (1990).
- Por Un Minuto De Esta Noche / No Entiendo Tu Actitud (canciones extraídas del álbum Una Noche En Malibú, 1989). Sencillo (1990).
- Tennessee En Directo (1990 en casete, 2004 en CD) - Recopilación que incluye canciones de actuaciones en directo de 1984. La versión incluida de Un Quinceañero Enamorado no es en directo (aunque en la versión CD se le añadieron unos efectos de aplausos).
- 4 Canciones Inéditas Y Otros Éxitos (1990, casete) – Recopilación que incluye 4 canciones inéditas (grabadas 5 o 6 años antes): Penas, Algo No Marcha Bien (diferente versión a la incluida en el álbum Hoy estoy pensando en ti), Dime por qué (en directo, 1985) y Come go with me (en castellano Ven junto a mí, en directo, 1985).
- ... Y 6 Canciones Inéditas (1990, casete) – Recopilación que incluye 5 canciones inéditas grabadas en directo de 1985: Dónde estabas, Johnny B. Good, Algo No Marcha Bien, Un Quinceañero Enamorado y Crazy Little Mama.
- Las Mejores Canciones de Tennessee (1990, vinilo, casete y CD) -  Recopilación que contiene canciones previamente publicadas en discos anteriores.
- Rockcolección (1990) - Maxisencillo que incluye, en dos partes, una canción grabada en 1985.
- Lo Mejor de Tennessee (CD, 1990) - Recopilación que contiene 12 canciones previamente publicadas en discos anteriores.
- Grandes Éxitos (CD) - Recopilación que contiene las mismas canciones que el álbum Hoy estoy pensando en ti (1986) (falta la canción Ten cuidado con mi chica).
- Grandes Éxitos (Casete) - Recopilación que contiene canciones previamente publicadas en discos anteriores.
- Mix-Manía (1991) - Maxi sencillo con 3 remezclas (con popurrís).
- Llueve en mi corazón (1991) - Sexto álbum (vinilo, casete y CD; el CD contiene dos canciones más que el vinilo y la cinta de casete). Reeditado en CD (con temas extra) en 2018.
- Llueve en mi corazón (1991) - En México se publica también un disco con ese título y que incluye 10 temas, pero solo 5 de los cuales pertenecen al álbum español Llueve en mi corazón, mientras que los otros 5 proceden del anterior álbum, Una noche en Malíbú (1989).
- Llueve en mi corazón / Llueve en mi corazón (canción extraída del álbum Llueve en mi corazón, 1991). Sencillo promocional (1991).
- Tú Debes Decidir / Frío Siento (canciones extraídas del álbum Llueve en mi corazón, 1991). Sencillo (1991).
- No Puedes Pararme / Ven Junto a Mí (canciones extraídas del álbum Llueve en mi corazón, 1991). Sencillo promocional (1991).
- Aquel Primer Beso / Mirándome De Reojo (promocional) (canciones extraídas del álbum Llueve En Mi Corazón, 1991). Sencillo promocional (1991).
- Un, Dos, Tres Sexy / Una Noche (promocional) (canciones extraídas del álbum Llueve En Mi Corazón, 1991). Sencillo promocional (1991).
- Sueños (1992) - Séptimo álbum (vinilo, casete y CD). Reeditado en CD (con temas extra) en 2018.
- Dame Tu Amistad (1992) - Maxisencillo que contiene Dame tu amistad (Du-Duá versión extendida), Cerca del mar y Dame tu amistad.
- Dame tu amistad / Dame tu amistad (canción extraída del álbum Sueños, 1992). Sencillo promocional (1992).
- Sueños / Sueños (canción extraída del álbum Sueños, 1992). Sencillo promocional (1992).
- Quiero Acción / Quiero Acción (canción extraída del álbum Sueños, 1992). Sencillo promocional (1992).
- Nuestras Mejores Canciones - Recopilación que incluye una canción nueva (Paso a paso) y un nuevo popurrí: Du-Dua Medley (también publicadas en sendos sencillos).
- Paso a paso / Paso a paso (canción extraída del recopilatorio Nuestras Mejores Canciones, 1993). Sencillo promocional (1993).
- Du-Dua Medley - Popurrí con Dame tu amistad, Te vi correr, Rama Lama Ding Dong y Tu mal humor. Sencillo (1993).
- Tennessee canta a la Navidad (1993) - Octavo álbum (casete y CD). Fue reeditado dos veces (en CD) en 2004.
- Suenan Las Campanas / Suenan Las Campanas (canción extraída del álbum Tennessee canta a la Navidad, 1993). Sencillo (1993).
- Ya está bien (1994) - Noveno álbum (vinilo, casete y CD).
- Confía en mí (canción extraída del álbum Ya está bien, 1994). Sencillo en formato CD (1994).
- Escucha tu corazón (canción extraída del álbum Ya está bien, 1994). Sencillo en formato CD (1994).
- Por culpa de una apuesta (canción extraída del álbum Ya está bien, 1994) - Sencillo en formato CD (1994).
- Drakkar Noir publica un CD promocional recopilatorio de varios artistas estadounidenses de los años 50 y 60 e incluye una nueva canción de Tennessee: Tears on my pillow (1994).
- Tennessee (1994) - CD y casete de la serie Amalgama, recopilación con 8 de las 11 canciones del quinto álbum (y misma fotografía de portada): Una noche en Malibú.
- Grandes Éxitos de Tennessee (1996) - Recopilación en CD que contiene canciones previamente publicadas en discos anteriores.
- Colección Privada (1960-1990) (1996). Décimo álbum (CD y casete). Fue grabado en 1995.
- Yellow River (canción extraída del álbum Colección Privada, 1996). Sencillo en formato CD (1996).
- Las Canciones Que Siempre Has Querido Tener de... Tennessee (1997) - Recopilación que contiene 8 canciones previamente publicadas en discos anteriores.
- El efecto de la luna (1998) - Undécimo álbum (CD y casete) que contiene dos canciones del disco Grease En Español, 1998.
- Fiel (Hasta el anochecer) (canción extraída del álbum El efecto de la luna, 1998). Sencillo en formato CD (1998).
- Grease Tour (1999) - CD doble. Primera edición - Además de las colaboraciones de miembros de Tennessee en las canciones en directo (entre las que se encuentran versiones de 6 canciones de Tennessee: Vamos a bailar, Rama Lama Ding Dong, Te vi correr, LLueve en mi corazón, Fiel (Hasta el anochecer) y Ya está bien, esta última a capela y no en directo). Incluye una canción inédita de Tennessee: Tell it like it is (grabada un año antes, y posteriormente incluida también en el CD El Regreso).
- Grease Tour (1999) - CD doble. Segunda edición (más canciones cantadas por Roberto Gil que en la primera edición).

## Discografía oficial delsigloXXI
- Greasemanía Live!! (Las 22 Mejores Canciones) (2001) - CD con las mismas canciones que Grease Tour 2ª edición, menos los temas adicionales en estudio, que no se incluyen.
- Discomoder - 40 años (2001) - Doble CD de varios artistas que incluye cuña de Tennessee (basada en Por culpa de una apuesta) publicada de nuevo en 2005 en el doble CD Discomoder - Medio siglo de Radio y Canciones (1955-2005) - Las favoritas de Enrique Ginés.
- Fallas - Unidos Por La Música (2003) - CD de varios artistas que incluye 2 nuevas canciones de Tennessee: una nueva versión de No encuentro palabras (versión fallas) y Ahora o nunca (cantada por Carlos 'Fontaine' Cuevas).
- Dirty Dancing En Concierto (Versión Española) - CD de 2003. Además de las colaboraciones de miembros de Tennessee en las canciones, incluye una nueva versión de Siempre lucharé por tu amor.
- Serie Oro (2004) - Dial Discos reedita en dos discos compactos los álbumes Hoy estoy pensando en ti (1986) y Tonto por ti (1988). Se da la circunstancia de que en la primera edición en CD de estos dos discos había algunos fallos o errores, a saber: en Hoy estoy pensando en ti faltaba una canción (Ten cuidado con mi chica), y en Tonto por ti, aparecía como título del CD Tu mal humor.
- El Regreso (2004) - CD + DVD, además de 9 regrabaciones, 7 remasterizaciones, etc. Incluye 3 canciones inéditas: Dame tu amistad (versión a capela), Where are you tonight? (semi a capela de 2003) y Querrás amarme mañana (maqueta semi a capela de 1994).
- Te vi correr / Una noche en Malibú / Llueve en mi corazón (regrabaciones extraídas del CD El Regreso, 2004). Sencillo en formato CD (2004).
- Tonto por ti (regrabación extraída del CD El Regreso, 2004). Sencillo promocional en formato CD (2004).
- Tu regalo de Navidad: Suenan Las Campanas / Navidades Blancas / El vals de la Navidad / LLega la Navidad (canciones extraídas del álbum Tennessee canta a la Navidad de 1993, reeditado en 2004). Sencillo promocional en formato CD (2004).
- Suenan Las Campanas (2004) - Sencillo en formato CD con 4 canciones. Recopilación que incluye una nueva versión de Suenan las campanas, para Cadena 100.
- Siempre lucharé por tu amor / Tu mal humor (regrabaciones extraídas del CD El Regreso, 2004). Sencillo promocional en formato CD (2005).
- Tu regalo de Navidad (2004) - CD con las mismas canciones que en el álbum Tennessee canta a la Navidad de 1993, reeditado en 2004.
- All Of Me (Para mí) (2006) - Sencillo en formato CD (canción también publicada en ese año en el CD de varios artistas Country Beer Blues, conmemorativo del festival del mismo nombre).
- Ideas A Capella (2006) - CD recopilación que incluye 4 canciones inéditas, maquetas semi a capela grabadas en 1994: Chain Gang, Debajo del puente, My Girl y Love Is All Around.
- Poptour (El Supergrupo) – Las 30 Mejores Canciones del Pop de los 80/90 ¡En Directo! (2006) – CD Doble que incluye 2 versiones interpretadas por el grupo: Cien gaviotas (original de Duncan Dhu) y Sufre mamón (original de Hombres G) y 3 nuevas versiones de temas propios de Tennessee: Llueve En Mi Corazón, Te vi correr y Rama Lama Ding Dong; además acompañan a Pablo Perea (de La Trampa) en Ojos de perdida y a Alberto Comesaña (de Amistades Peligrosas) en El límite.
- Swing & Roll (2009) - CD.
- Doo Wopin' Around The World (2009) - CD recopilatorio de varios artistas publicado en Estados Unidos que incluye una nueva versión de Blue Moon (a capela y en inglés).
- Navidades A Capella (2009) - CD que contiene 3 temas adicionales no a capela.
- Únicos - Actuación en directo para el programa nocturno de Antena 3 Únicos (2009) interpretando 8 canciones, 4 de ellas inéditas: Bom Bom, Arlequín, No hay, no hay y Noche de rock.
- En La Sexta comienza a emitirse el vídeo musical de una nueva canción: Amanece (2010).
- Son-Ámbulos - Actuación en directo para el programa nocturno de Telemadrid Son-Ámbulos (2011) interpretando 7 canciones (6 de ellas inéditas): Ganas de ti, Preso de ti, Dejarlo estar, Sha Sha, Swing dame más swing, Bebiendo whiskey y Paraíso rockero (las 4 últimas composiciones propias).
- TVE Es Música - Actuación en directo para TVE (2012) interpretando 4 canciones inéditas: Todo el mundo a dormir, Va a ser que no, Al son de tus besos y Un nuevo despertar.
- Lucky Lips (2013) - CD. Nuevo álbum que también incluye 4 temas adicionales a capela, e inéditos, grabados unos años antes.
- Lucky Lips (2014) - Vinilo. En octubre sale a la venta la edición limitada en vinilo del álbum publicado en CD (en diciembre de 2013), incluyendo 2 temas adicionales respecto al CD: Amanece (previamente publicada en vídeo musical en 2010) y No sé vivir sin ti (inédita versión en castellano de Tell it like it is, grabada en 1998).
- Canciones Solidarias (2014) - Sencillo en formato CD publicado para ayudar a la Asociación de la enfermedad Sanfilippo de Barcelona. Contiene 6 canciones de un concierto de 2012, grabado en El Teatro Auditorio de El Espinar (Segovia): Guitar Blues, Tu mal humor, Pretty Woman, Llueve en mi corazón, Shake Rattle And Roll y Stand By Me.
- Caravan Pop Varios Artistas (2014). Sale a la venta y descarga digital este disco con nuevas versiones de éxitos de algunos famosos artistas españoles de los años 80 y 90. Incluye 2 nuevas versiones para la ocasión: Rama Lama (cantada por Roberto) y Te vi correr. También una canción (No mires a los ojos de la gente, original de Golpes Bajos) cantada por todos los artistas. Quiso publicarse en Hispanoamérica bajo el título de Rock en tu idioma.
- Lucky Christmas (2014) - CD y tercer álbum de Tennessee dedicado a la Navidad.
- Lucky Lips (2015) - CD que sale a la venta en su segunda edición (de Lucky Lips en CD) incluyendo los dos temas adicionales del álbum, pero incluyendo un tema más: Todo el mundo a dormir.
- Tennessee en directo (2015) - DVD + CD. Edición del concierto a favor de la Asociación de la enfermedad Sanfillipo de Barcelona, celebrado en la sala Luz de Gas el 27 de junio de 2014. Incluye DVD (25 canciones) + CD (22 canciones) + Fotografía de regalo. Se puso a la venta a partir de julio de 2015.
- Feliz Naviduduá (2015) - CD (Digipack) - Cuarto CD de Tennessee dedicado a la Navidad. 25 pistas, de las cuales 8 son inéditas y 15 a capela. 17 proceden de sus anteriores tres discos navideños. A la venta desde noviembre en la web y conciertos.
- Libro: Tennessee - Secretos a voces (2015), del autor Lauren Jordan (Quarentena Producciones). Un libro sobre el grupo especialmente de conversaciones con sus miembros. Desde noviembre a la venta en diferentes librerías y algunos grandes almacenes y ciber-tiendas, también en los conciertos, y sobre todo a través de la web oficial, donde se puede comprar solo o en diferentes packs de ofertas navideñas. Finalmente publicado sin el CD de maquetas inéditas, que iba a acompañarlo.
- ¡Qué triste es el primer adiós! (2016) - Sencillo digital, anticipo del doble CD 30 y Tennessee. Disponible en las plataformas digitales desde el viernes 5 de febrero. También vídeo promocional en el canal de Warner Music Spain en YouTube. Además Tennessee graba un vídeo musical de la canción.
- 30 y Tennessee (2016) - CD doble (digipack). Tennessee firma con Warner Music. Oficialmente a la venta el viernes 26 de febrero de 2016, también en formato digital. Grabado a lo largo de 2015 en conmemoración del 30.º aniversario de la grabación y publicación de su primer disco en 1985. Incluye un segundo CD recopilatorio de las caras A de los sencillos publicados entre 1985 y 1993 remasterizados, y amplio libreto. Disponible firmado y sin firmar.
- 30 y Tennessee - Los Singles (2017). Warner Music reedita (en jewel case) uno de los CD del digipack 30 y Tennessee (2016), concretamente el CD 2, que incluye las caras A de 23 de los sencillos del grupo entre 1985 y 1993. Curiosamente en el diseño de la portada se cambia Desde 1985 por Desde 1986).
- Tennessee 1985 (2017). Reedición (en jewel case) del CD 1 del digipack 30 y Tennessee (2016)
- Always on my mind (2017) - CD (digipack). Elvis Boys alias Tennessee publican este disco especial (en inglés) como homenaje a Elvis Presley, en el 40.º aniversario de su desaparición y a las puertas del 40.º de la aparición de Elvis Boys en 1978. Disponible en su web y conciertos en diciembre.
- La Vida Nos Unió (2018)  - CD (digipack). Nuevo álbum que incluye varios DUETOS (con Lys Pardo, con Javier Ojeda de Danza Invisible, con Manuel España de La Guardia, con José Manuel Casañ de Seguridad Social, y con Fernando Lavado de Gatos Locos), también colaboran en otros temas Marcos Sendarrubias y José Ramón Sánchez de The Del Prince, la Big Band de Pinto (Madrid) y el Mariachi Mezcal (en directo), etc. Disponible en su web y conciertos en marzo.
- Rama-Lama-Big-Band (2019)  - CD (digipack). Nuevo álbum grabado junto a la ONDA BIG BAND. Incluye 10 nuevas versiones acompañados por esta orquesta de Onda (Castellón)
- Ideas A Capella 2 (2019)  - CD. Nueva recopilación de viejas maquetas a capela (+ bonus track). Segunda parte del CD publicado en 2006. Se vende conjuntamente con el mencionado Rama-Lama-Big-Band
- Tennessee - 40º Aniversario (1980-2020) - 4 CDs. Tennessee comienza la celebración de su 40.º aniversario con la edición deluxe de una caja con 4 CDs. 91 canciones en total, incluyendo los temas remasterizados de varios de sus álbumes, más 41 Bonus Tracks, de los cuales 33 son canciones nunca antes disponibles en CD, como rarezas, nuevas grabaciones etc.
- Good Rocking Tonight (2020) - CD (digipack). Elvis Boys alias Tennessee, en su 40º aniversario, publican su "segundo" disco con 14 versiones del rey del rock and roll, Elvis Presley, una de ellas en español. Además reeditan el primer disco Always On My Mind, con 8 bonus tracks (maquetas inéditas). Disponible en su web y conciertos en diciembre.
- Más Éxitos De Tennessee (2021) - CD. El grupo publica un nuevo disco recopilatorio con 26 de sus canciones de 1985 a 1992, la inmensa mayoría de las cuales son temas no incluídos en recopilaciones como Los Singles, etc.
- Radio Vintage (2021) - CD (digipack). Nuevo álbum del grupo que contiene 14 nuevas grabaciones, versiones en español de escogidos temas favoritos de los años 50 y 60. Disponible en Diciembre.
- Tennessee En Concierto (2022) - DVD + CD. Publicado en Diciembre recoge 2 conciertos, uno en Parla (Madrid) en 2009 (en DVD) + otro en el Espinar (Segovia) en 2012 (en CD). La tirada limitada se agotó enseguida.
- Agua Sol y Malibú” (2023) Recopilación digital con 25 de las canciones más veraniegas de Tennessee, Disponible desde Julio en las plataformas digitales.
- Llegaba Tarde a Clase de EGB (2023) Recopilación digital con 20 escogidas canciones para comenzar un nuevo curso escolar, recordando los colegiales tiempos de juventud. Disponible desde el 21 de septiembre en las plataformas digitales. Mientras tanto Tennessee sigue triunfando cada vez que participa en la gira musical de varios artistas “Yo Fui a EGB”.
- Directo A Capella (2023) - CD. Nuevo disco que incluye las 20 canciones del concierto navideño y a capela celebrado el 22 de diciembre de 2022 en el Gran Teatro de Elche (Alicante). Incluye código QR para descarga del vídeo de otro gran concierto, el celebrado en Parla (Madrid) el 16 de junio de 2023, donde Tennessee también dio el pregón con ocasión de las Fiestas del Agua. A la venta a finales de noviembre.
- Bésame Si Quieres (2024) - Sencillo digital. Nueva y veraniega canción compuesta por Tennessee y producida por David Casamayor. Publicada el 21 de junio.
- Como Un Niño En Navidad (2024) - Sencillo digital. Nuevo villancico compuesto por Tennessee. Publicado el 1 de diciembre.

(+ Discos en Solitario + Material inédito + Vídeos y DVD + Colaboraciones con otros artistas + Discos etc. de Varios Artistas + Conciertos + Actuaciones y entrevistas en TV, en radio, etc.)